# Cleándridas
Cleándridas o Cleándrides (griego antiguo: Κλεανδρίδας o Κλεανδρίδης) fue un general espartano del siglo V a. C. que acompañó como asesor al joven rey agíada Plistoanacte durante la invasión del Ática, en los comienzos de su reinado.
Según Plutarco, el ateniense Pericles sobornó a Cleándrides para que los espartanos desistieran de su prevista incursión. Después de la retirada y dispersión del ejército, los espartanos, indignados, multaron al rey con una suma que no pudo pagar, provocando que huyera de Esparta. Cleándridas, que también huyó, fue condenado a muerte en ausencia. Se estableció definitivamente en Turios, donde cosechó éxitos como general.
Fue el padre de Gilipo, victorioso general espartano sobre los atenienses en el sitio de Siracusa, durante la guerra del Peloponeso, quien también, como su padre, cedió a la tentación del dinero y tuvo asimismo que huir de Esparta y sufrir una condena a muerte en ausencia.